# Tetramnestos

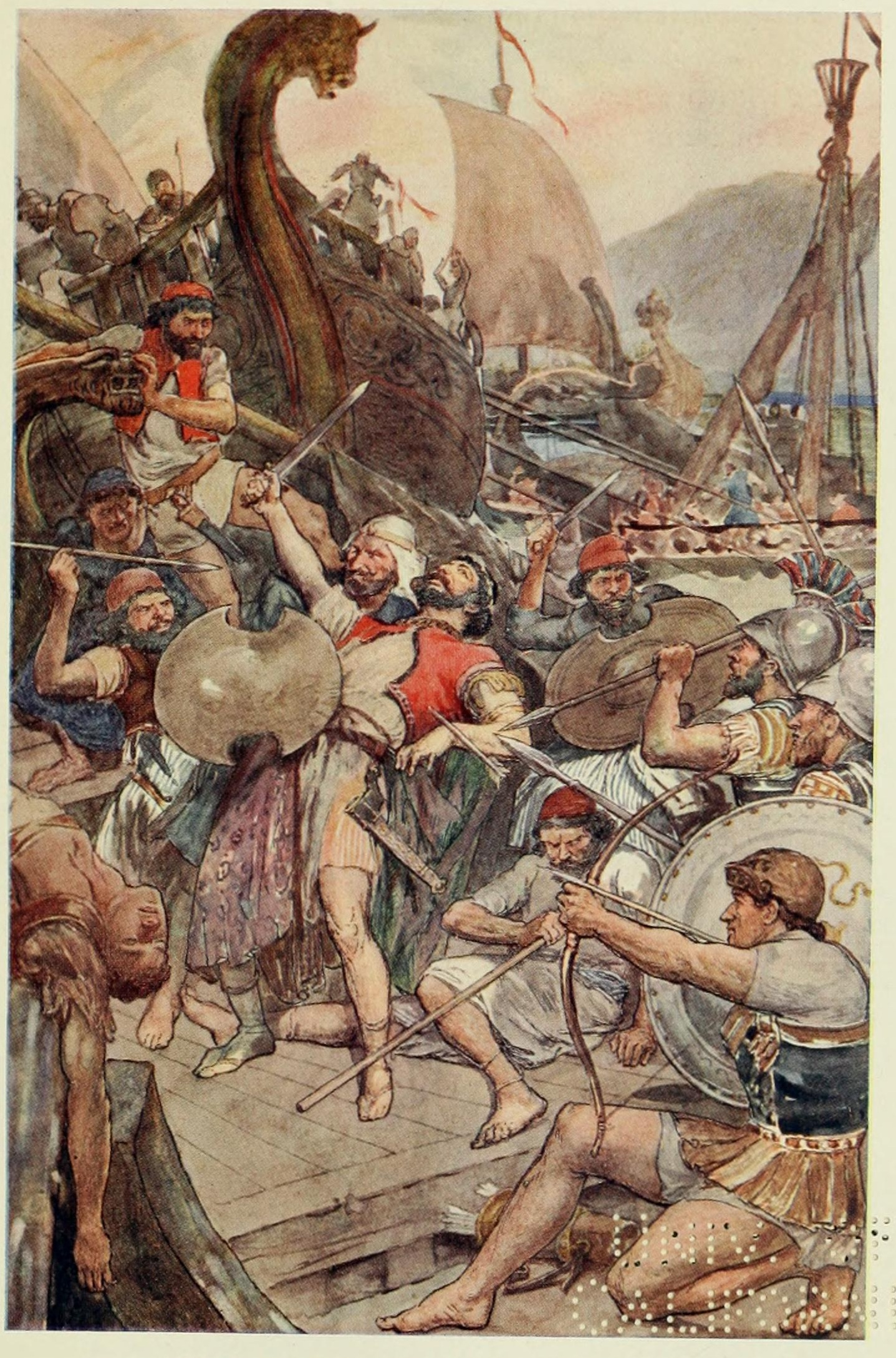
Tetramnestos se pravděpodobně účastnil bitvy u Salamíny.

Tetramnestos (vládl cca 480–479 př. Kr.) byl podle Hérodota králem Sidónu, který pomáhal achajmenovskému císaři Xerxovi I. při druhé perské invazi do Řecka v roce 480 př. n. l. Konkrétně se říká, že sloužil jako hlavní poradce Xerxa v námořních záležitostech. Ve skutečnosti měla sidonská flotila v té době primát mezi námořními silami Achajmenovské říše a poskytovala nejlepší lodě ve flotile, dokonce lepší než flotila Artemisie z Halikarnasu. Féničané vybavili flotilu 300 lodí „spolu se Syřany z Palestiny“.